# Szlávics László (szobrász, 1927–1991)
Szlávics László (Henyehegy, ma Nagylengyel, 1927. február 24. – Budapest, 1991. február 9.) ötvös–szobrászművész. A 20. századi magyar lemezszobrászat egyik elindítója. 1953-tól rendszeresen kiállító művész, többnyire az úgynevezett „tiltott” vagy „tűrt” művészek körébe tartozott (lásd: Tiltott, Tűrt, Támogatott). Sajátos, markánsan egyéni hangvételű alkotásai az avantgárd hagyományait őrző, leginkább a szürrealizmus gondolkodásmódjához köthető művek.

## Életpályája[1]
Zala vármegyében az akkori Henyehegy pusztán született. A család 1932-ben Győrszentivánra költözött, mert az apa itt kapott munkát. A hat elemi osztály elvégzését követően 1939-től apja és bátyja mellett a Győri Vagongyárban inasként kezdett dolgozni. 1942-től bentlakásos szobrásztanoncnak szegődik Földessy Gyula szobrászmester győri műhelyébe. 1945 januárjában leventeként beidézték. A felszólításnak nem tett eleget, ezért előállították. Társaival és Ernő bátyjával munkaszolgálatosként, lezárt marhavagonban Németországba szállították. Márciusban Neubiberg, Übergben laktanyalázadást szerveztek, amelyet a német katonaság megfékezett. Ezt követően mindannyian büntetőtáborba kerültek. 1946 februárjában fizikailag teljesen legyengült állapotban, betegen érkezett haza. Novemberben Győr város Ipartestületétől a szobrász iparban kitűnő előmenetele elismerésével segédlevelet kapott. Betegsége miatt munkaképtelen volt további két esztendőn át. 1948-tól lakatosként, illetve irodai alkalmazottként dolgozott a Győri Vagon- és Gépgyárban. E mellett a vállalat önképzőkörének színtársulatában szerepelt és rajzolni tanult az Alexovics László vezette képzőművész körben. Saját bevallása szerint, sokáig hezitált a színészi és képzőművészeti pálya között.
1950-ben a NÉKOSZ (Népi Kollégiumok Országos Szövetsége) mozgalom utolsó hullámával nyert felvételt a Képzőművészeti Főiskolára, de az Iparművészeti Főiskola akkori rektora, Schubert Ernő rábeszélésére ez utóbbi intézményben működő ötvöstervező tanszékre iratkozott be. A főiskolán szobrásztanára Dózsa Farkas András volt. 1955-ben ötvösművész diplomát szerzett, ezt követően egy éven át volt a főiskola ösztöndíjasa.
1958-ban kötött házasságot. Felesége Varga Piroska ápoló- és tanítónő. 1959-ben megszületett fia, László. 1960-ban szolgálati műteremlakást kapott a Budapest VI. ker., Izabella utca 65. sz. alatt. 1962-ben megszületett lánya, Piroska, aki később nevét Alexára változtatta.
Az 1960-as, 1970-es évekes években élénk társadalmi életet élt. Sok fiatal pályakezdő és már beérkezett, de a fennálló politikai rendszer működésével elégedetlen kortárs művész látogatta otthonát. Rendszeres kapcsolatot tartott a szentendrei Vajda Lajos Stúdió későbbi alapítóival, tagjaival.
1967ben Párizsban, majd 1978-ban Görögországban járt tanulmányúton.
1973-tól élete végéig a Százados úti művésztelepen élt és alkotott.
1990-ben felesége hosszan tartó súlyos betegség következtében elhunyt. Alig egy év elteltével, szívroham következtében követte őt.
Mestereinek Borsos Miklóst és Makrisz Agamemnont vallotta.

### Művészete[2]

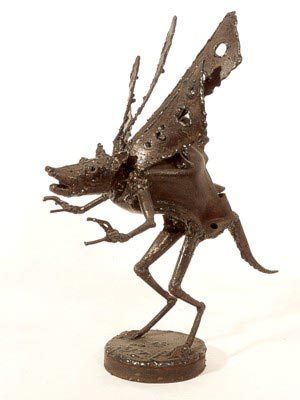
Szlávics László, id.: Szörnyecske, hegesztett vas, magasság 36 cm, 1990

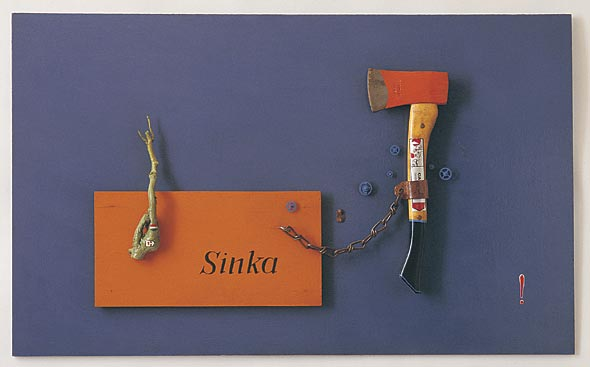
Szlávics László, id.: Sinka István emlékére, vegyes technika (assemblage), 100X60 cm, 1975

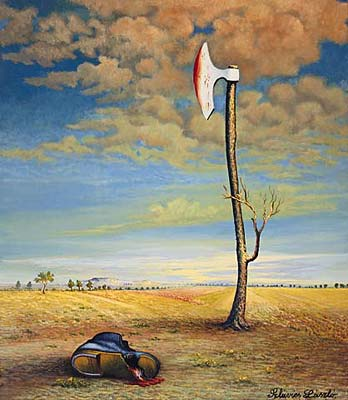
Szlávics László, id.: Ítélet nincs, olaj-vászon, 70x80 cm, 1981

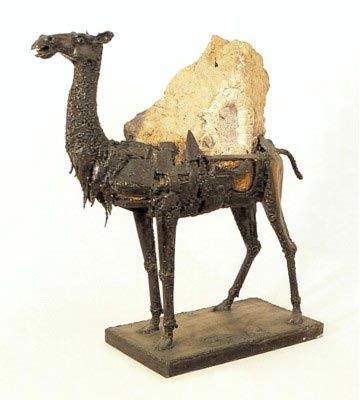
Szlávics László, id.: Dromedár, hegesztett vas, magasság 60 cm, 1989

A fiatalon – rendkívül széles körben – elsajátított, magas szintű kézműves mesterségbeli tudását továbbfejlesztve, már a főiskolai évek alatt a figurális lemezszobrászat került érdeklődése középpontjába. A kőszobrok, és vert érmek készítése mellett ez az a terület, ahol a korai alkotásai között egyre érettebb műveket találunk. A klasszikus ötvösség területéről fokozatosan eltávolodva visszatért eredeti fő tevékenységi köréhez a szobrászathoz. Érdeklődése az organikus természeti formákból kiinduló, egyfajta sajátos nonfiguratív plasztikák felé fordult. Az anyaghasználat ez esetben is a lemez, majd később a nagy gondossággal cizellált öntvény volt. Ez utóbbi alkotásainak létrehozásához az 1960-as évek elejétől elsőként alkalmazta az alumíniumot. 1965-ben öntött alumínium és bronz kisplasztikáiból nagy sikerű kiállítást rendezett a Kulturális Kapcsolatok Intézete kiállítótermében (ma: Dorottya Galéria). A kis híján betiltott tárlaton bemutatott alkotások nem a szinte egyeduralkodó, a politikai ideológiának megfelelő szocreál szellemiséget sugározták, hanem – az akkori kritikák szóhasználata szerint – az imperialista művészetet képviselték. Ez a nyílt szembefordulása a kor művészetpolitikájával, meghatározó hatást gyakorolt későbbi pályafutására.
Az 1970-es években festeni kezdett. Előzménye plakettjei, lemezdomborításai, ahol már a festészeti képalkotás igénye jelenik meg. A sajátos, bizarr hangulatú képei egyfajta szürrealista látásmódot képviselnek. Festményein markánsan jelen van a plasztikai gondolkodásmód, ami társul egy rendkívül élénk színkezeléssel. Ekkoriban készült szobrain megjelenik az utólagos festés, majd egyre több assemblage került ki keze alól. Ezek a sajátos „tárgykollázsok” meghatározó jelentőségű alkotásai közé tartoznak.
Az 1980-as évek utolsó nagy alkotói korszakát jelentik. Ekkor újra leginkább szobrokat készített. Az egyedileg, vas anyagból hegesztéssel összeállított, néhol talált tárgyakat tartalmazó kisplasztikáit, szobrait, időnként színes festéssel gazdagította. Több alkotásában a rideg vasat kővel, kaviccsal kombinálta, így hozva létre képzeletbeli bizarr lényeket, figurákat.
Festményeit jellemzően zsinórírásos Szlávics László teljes névvel vagy Sz. L. monogrammal szignálta, legtöbb esetben a készítés idejének megjelölésével. Korai plasztikáin nyomtatott betűsorból álló acél névbeütőt használt Szlávics László felirattal.

## Kiállításai (válogatás)

### Csoportos kiállítások
- 1960 – Magyar Képzőművészeti Kiállítás, Műcsarnok, Budapest
- 1967 – től 1., 3., 5., 6., 8., 9., Kisplasztikai Biennále, Pécs
- 1981 – Fa és környezet, faplasztikai kiállítás, Cegléd
- 1981 – SCI-FI a képzőművészetben c. pályázat kiállítása, Budapest
- 1981 – Szabadtéri Szoborkiállítás, Salgótarján
- 1982 – Országos Képzőművészeti Kiállítás, Műcsarnok, Budapest
- 1983 – IV. Országos Érembiennále, Sopron
- 1984 – Szabadtéri Szoborkiállítás, Gyermekváros, Zánka
- 1985 – Új művészetért 1960-75, Szeged
- 1985 – 101 tárgy. Objektművészet Magyarországon, Óbuda Galéria, Budapest
- 1989 – Szabadtéri Szoborkiállítás, Gyermekváros, Zánka

### Egyéni kiállításai
- 1965 – Kulturális Kapcsolatok Intézete Kiállító-terme (ma: Dorottya Galéria), Budapest
- 1966 – Szombathelyi Képtár, (Szombathely)
- 1966 – Műcsarnok, Győr
- 1967 – Iparművészeti Múzeum, Budapest
- 1968 – BME Diákszállója, Budapest
- 1973 – Művelődési Ház, Zalaszentgrót
- 1975 – Kesztyűgyár, Pécs
- 1981 – Budapest (?)
- 1983 – Szabadtéri kiállítás, Zichy Kastély belső udvara, Óbuda
- 1986 – Óbudai Pincegaléria, Budapest

### Halálát követően
- 1994 – egy időben két helyszínen nyílt Emlékkiállítás műveiből: Óbudai Társaskör Galéria és Óbudai Pincegaléria
- 1996 – Erdész Galéria, Szentendre
- 1996 – Glossator Antikvárium Galériája, Budapest
- 1997 – Cseri Kastély, Tótvázsony
- 1997 – Hotel Mercure Korona, Budapest
- 2001 – Végh Szalon nyitó kiállítása, beszélgetés az alkotóról, Budapest
- 2002 – Collegium Hungaricum (Magyar Kulturális Intézet) Bécs
- 2003 – Lincoln Galéria, Budapest
- 2003 – A Százados úti Művésztelep évtizedei, Budapesti Történeti Múzeum, Vármúzeum
- 2006 – Százados úti Művésztelep alkotóinak kiállítása, Pataky Galéria, Budapest
- 2009 – Magyarországi Művésztelepek Szentendre Vendégei, kiállítás-sorozat első tárlata a 98 éves Százados úti Művésztelep kiállítása, Művésztelepi Galéria, Szentendre
- 2011 – 100 éves a Százados úti Művésztelep, Siklósi Vár, Siklós
- 2020 – „Szlávicstól – Szlávicsig, idősebb és ifjabb Szlávics László képzőművészek kiállítása a Szolnoki Galériában", Szolnok

## Jelentősebb köztéri alkotásai
- 1965 – (körül) Budapesti Történeti Múzeum, Budai Várpalota Mátyás Király palota rész, vörösréz lemezdomborítással burkolt kapu,[9] és a pinceszintre vezető folyosó ajtaja, vörösréz lemezdomborítás
- 1974 – IBUSZ Utazási Iroda (Budapest, Erzsébet krt. 6.) portáljának burkolata, népi motívumokkal díszített vörösréz lemezdomborítás – az épületrész funkcióváltása után eltávolították, ma már nem látható.
- 1975 – Állatorvostudományi Egyetem Marek József Kollégium (Budapest, Mogyoródi út 59-63.) két nagyméretű vörösréz lemezdomborítás, „Ló” és „Bika”.
- 1977 – Sopron város 700. éves évfordulójára készült „A város kulcsa” vörösréz lemezdomborítás, és plasztika. Sopron, Tűztorony

## Művei gyűjteményekben

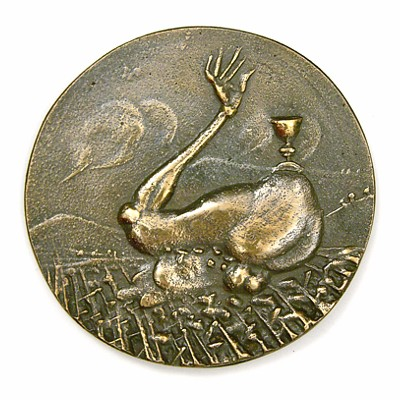
Szlávics László, id.: Orgia, bronz, öntött, érem, 1985

### Közgyűjtemények
- Magyar Nemzeti Galéria, Budapest   
  - Éremtár – nyolc különböző öntöttbronz-érem, plakett
  - Jelenkori Gyűjtemény – Tengerparti reggeli (vegyes technika), Sinka István emlékére (vegyes technika)
  - valamint – Spartacus (lemez portrészobor), Női maszk (lemezdomborítás), Anya gyermekével (öntöttbronz-kisplasztika)
- Modern Magyar Képtár, Pécs – A pénz komédiája című sorozatból két bronz plakett
- Janus Pannonius Múzeum, Pécs – Papagáj (festett hegesztett vas kisplasztika)
- Szombathelyi Képtár, Szombathely – Szegkovács (kő portrészobor)

### Magángyűjtemények
- Magyarország
- Franciaország
- Svédország
- Németország
- USA
- Kanada

## Tagságai
- Fiatal Művészek Klubja alapító tag

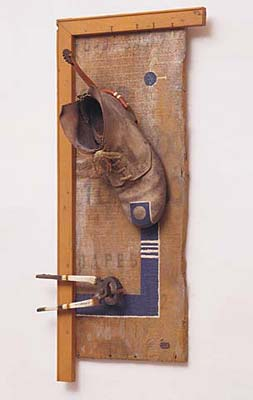
Szlávics László, id.: Az ifjú mester, vegyes technika (assemblage), 34x76 cm, 1978

- 1956 Magyar Köztársaság Művészeti Alap, majd a jogutód Magyar Alkotóművészek Országos Egyesülete[10] Képzőművész tagozat
- 1956 Magyar Képzőművészek és Iparművészek Szövetsége[11] Szobrász Szakosztály

## Emlékezete
- 2001 – Megjelent idősebb és ifjabb Szlávics László közös honlapja[12]